# Académie royale galicienne
Pour les articles homonymes, voir RAG et Real Academia (homonymie).
L'Académie royale galicienne (Real Academia Galega ou RAG) est une institution scientifique dont le but est l'étude de la culture de la Galice, et tout particulièrement de sa langue, le galicien.

## Présentation
Elle travaille à l'élaboration de normes grammaticales, orthographiques et lexicales de la langue, ainsi qu'à la défense et à la promotion du galicien. Les règles qu'elle approuve deviennent les normes officielles du galicien aux termes de la loi du 15 juin 1983 relative à la normalisation linguistique qui lui confère cette mission. Les règles « réintégrationnistes » élaborées par l’Associaçom Galega da Língua (AGAL) sont différentes et sont en harmonie avec le portugais, car elles ont comme objectif d'intégrer le galicien en tant que variante de celui-ci afin que les locuteurs du galicien appartiennent à une langue internationale.
Tous les ans, le 17 mai, a lieu le Día das Letras Galegas (Journée des lettres galiciennes), consacré à un auteur dans cette langue (décédé depuis au moins 10 ans, et choisi par l'Académie royale galicienne). Cette journée est mise à profit par les organismes officiels pour encourager l'utilisation et la connaissance de la langue galicienne. Depuis avril 2013, son président est Xesús Alonso Montero.
Sa devise est « Colligit. Expurgat. Innovat ».
Aux termes de son statut, le siège de l'Académie royale galicienne est situé au numéro 11 de la rue Tabernas à La Corogne.

## Histoire
En 1905 s'est constituée à La Havane (Cuba)  la Sociedad Protectora de la Academia Galega, sous l'impulsion de Manuel Curros Enríquez et de Xosé Fontenla Leal, ce qui a permis l'ouverture de l'Académie royale galicienne le 30 septembre 1906, sous la présidence de Manuel Murguía.
Sofía Casanova est nommée membre d'honneur de l'Académie en 1952, à l'unanimité